# Gycklarnas afton
Gycklarnas afton är en svensk dramafilm från 1953. Den regisserades av Ingmar Bergman, som även skrev filmens manus. Handlingen kretsar kring en grupp cirkusartister som reser omkring i början av 1900-talet.

## Handling
Cirkusdirektören Albert (Åke Grönberg) kommer med sin misslyckade cirkus till den skånska småstad där hans hustru, som han övergivit, bor. Han önskar innerst inne lämna cirkusen och dra sig tillbaka till sitt gamla hem. Han är tillsammans med cirkusryttarinnan Anne (Harriet Andersson) men hon förförs av den lokala teaterns förste älskare Frans (Hasse Ekman). Till sist kommer det till en uppgörelse mellan Albert, Anne och Frans.

## Om filmen
Filmen hade premiär på biograf Grand i Stockholm den 14 september 1953  och blev ett fiasko när den kom ut, men anses idag som ett mästerverk och en av Bergmans bästa. På den brittiska tidningen Empire's lista över historiens 500 bästa filmer ligger den på plats 300.
Gycklarnas afton har visats i SVT, bland annat 1978, 1998, i juni 2018, i december 2019 och september 2020.

## Rollista i urval
- Åke Grönberg – Albert Johansson, direktör för Cirkus Alberti
- Harriet Andersson – Anne, cirkusryttarinna, hans älskarinna
- Hasse Ekman – Frans, teaterskådespelare
- Anders Ek – Teodor Frost, vit clown
- Gudrun Brost – Alma Frost, hans fru
- Gunnar Björnstrand – Sjuberg, teaterdirektör
- Åke Fridell – artilleriofficer
- Annika Tretow – Agda, innehavarinna av tobaksaffär, Alberts fru
- Erik Strandmark – Jens, clown och cirkusmedhjälpare
- Curt Löwgren – Blom, inspicient på Sjubergs teater
- Lissi Alandh – teaterskådespelerska
- Julie Bernby – lindanserska
- Majken Torkeli – Ekbergskan, medlem av cirkusorkestern
- Otto Moskovitz – cirkusdvärg
- Karl-Axel Forssberg – teaterskådespelare
- Olav Riégo – teaterskådespelare
- John Starck – teaterskådespelare
- Erna Groth – teaterskådespelerska
- Agda Helin – teaterskådespelerska
- Hanny Schedin – tant Asta, cirkusartist
- Göran Lundquist – Alberts och Agdas äldste son
- Mats Hådell – Lill-Albert, Alberts och Agdas yngste son
- Eric Gustafson – polis
- Michael Fant – Vackra Anton, programutropare
- Naemi Briese – fru Meijer, cirkusartist
- Sigvard Törnqvist – Meijer, cirkusartist

## DVD
Filmen gavs ut digitalt restaurerad på DVD 2008 (Sandrew Metronome).